# Het zevende kruis

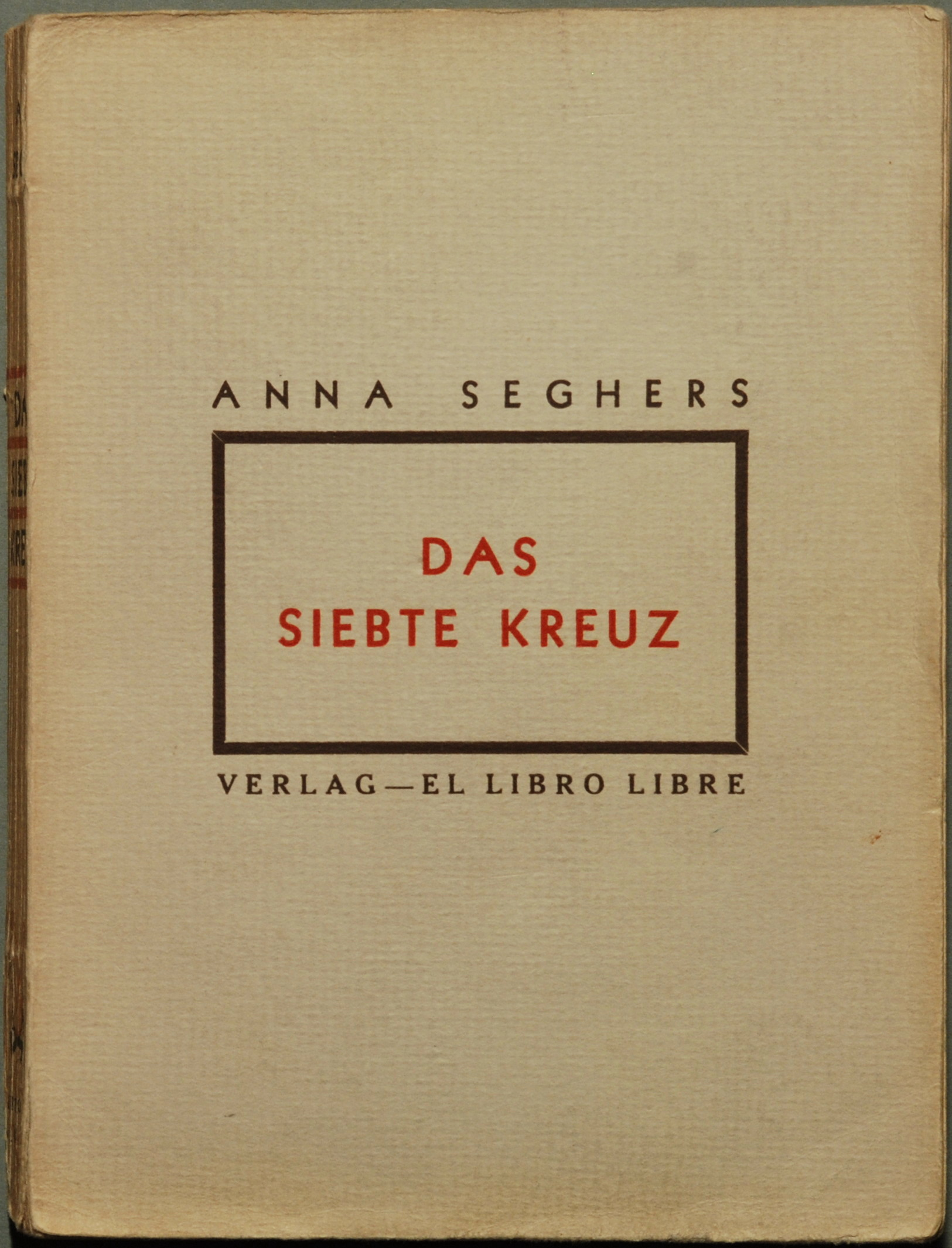
Anna Sehgers, Das siebte Kreuz

Het zevende kruis (Duits: Das siebte Kreuz) is een roman geschreven door Anna Seghers. Het verhaalt over de vlucht van zeven gevangenen uit een Duits concentratiekamp tijdens het Derde Rijk. Reeds in 1938 begon Seghers met „Das siebte Kreuz“ terwijl ze in het buitenland verbleef en dus Exilliteratur schreef. Het eerste hoofdstuk verscheen in 1939 in het Moskovische Tijdschrift 'Internationale Literatuur. De complete roman werd in 1942 in het Engels in de Verenigde Staten uitgegeven en tevens in het Duits door de Mexicaanse uitgeverij „El Libro Libre“ ('Het vrije boek'). Ook verscheen er in de VS een stripversie van het verhaal van Seghers. Enkele van de figuren uit deze roman zijn later weer gebruikt in andere werken van Seghers.

## Inhoud
In het jaar 1937 lukt het Georg Heisler met zes medegevangenen uit het concentratiekamp Westhofen bij de plaats Worms te ontsnappen. Dit fictieve kamp is gebaseerd op verhalen van gevangenen uit het concentratiekamp Dachau. De naam Westhofen is geïnspireerd op het concentratiekamp Osthofen.
De kampcommandant Fahrenberg beveelt, dat de vluchtelingen binnen zeven dagen weer gearresteerd moeten worden. Hij laat dan de kronen van zeven bomen kappen en brengt bij elke boom een dwarsbalk aan, zodat er zeven kruizen ontstaan, voor elke vluchteling een. De 6 overige gevangenen worden of opgepakt of komen om tijdens hun vluchtpoging. Georg Heisler lukt het echter om te vluchten en daarmee blijft het zevende kruis leeg.
Elk van de zeven vluchtelingen staat symbool voor een bepaalde sociale laag in de samenleving, alsmede de nationaalsocialisten die vooral door de kampcommandant vertegenwoordigd worden. Daarmee vormen de figuren in het boek een doorsnee van de Duitse samenleving tijdens het Derde Rijk.
Heislers vlucht uit het kamp duurt zeven dagen, even zoveel hoofdstukken gebruikt Anna Seghers voor het boek. De reden dat het alleen hem lukt te ontsnappen is dat hij geen individualist is zoals de anderen, doordat hij in het communisme gelooft. Hij wordt echter tijdens zijn vlucht ook geholpen door goedwillige mensen die zich niet zozeer met politiek inlaten.
Het feit dat een vluchteling uit een concentratiekamp ontsnapt en met hulp van anderen aan het machtssysteem ontkomen kan, moest volgens Anna Seghers laten zien dat het nationaalsocialisme ook binnen Duitsland tegengewerkt werd. Tevens trekt Seghers in het boek de totale macht van de nationaalsocialisten in Duitsland in twijfel.

## Film
In 1944 verfilmde de Oostenrijker Fred Zinneman, die in de VS in ballingschap verkeerde, het boek onder de titel 'The Seventh Cross'. De hoofdrol werd gespeeld door Spencer Tracy. Verder speelde Signe Hasso de rol van Toni, Jessica Tandy Liesel Roeder, Agnes Moorehead Madame Marelli en Hume Cronyn Paul Roeder. Cronyn kreeg voor deze rol een Oscarnominatie in de categorie beste bijrol.
In de film Good Bye, Lenin! is een scène, waarbij het boek 'Das siebte Kreuz' weer op de boekenplank wordt gezet, als er voor de moeder van de hoofdpersoon gedaan moet worden alsof die Wende in Duitsland nog niet heeft plaatsgevonden en dat de DDR dus nog voortduurt. Het boek van Seghers behoorde in de DDR tot de verplichte schoolliteratuur.